# Saprosites pauliani
Saprosites pauliani är en skalbaggsart som beskrevs av Bordat 1990. Saprosites pauliani ingår i släktet Saprosites och familjen Aphodiidae. Inga underarter finns listade i Catalogue of Life.